# WolfSSL
wolfSSL (antes conocido como CyaSSL o yet another SSL) es una pequeña y portable biblioteca SSL/TLS integrada, con el fin de ser utilizada por diseñadores de sistemas embebidos. Es una implementación a código abierto de TLS (SSL 3.0, TLS 1.0, 1.1, 1.2, 1.3, and DTLS 1.0 and 1.2) escrita en el lenguaje de programación C. Este incluye catálogos para cliente SSL/TLS e implementación de servidor SSL/TLS, así como también apoyo para múltiples API (interfaz para programas de aplicación) incluyendo aquellas definidas por SSL y TLS. wolfSSL también incluye una interfaz de compatibilidad OpenSSL con las funciones OpenSSL más comúnmente usadas.
El antecesor de wolfSSL, yaSSL, es una biblioteca SSL basada en C++ creada para entornos integrados y sistemas operativos de tiempo real con recursos limitados.

## Plataformas
wofSSL esta actualmente disponible  en Win32/64, Linux, macOS, Solaris, Threadx, VxWorks, FreeBSD, NetBSD, OpenBSD, embedded Linux, WinCE, Haiku, OpenWrt, iPhone, Android, Nintendo Wii y Gamecube por medio de la compatibilidad con DevKitPro, QNX, MontaVista, variantes deTron, NonStop, OpenCL, MicroC/OS-II de Micrium, FreeRTOS, SafeRTOS, Freescale MQX, Nucleus, TinyOS, TI-RTOS, HP-UX, uTasker, y embOS.

## Historia
El origen de yaSSL, o algún otro SSL, data del 2004. OpenSSL estaba disponible en aquel tiempo y estaba doblemente matriculado bajo la Licencia OpenSSL y la licencia SSLeay.  Alternativamente, yaSSL fue desarrollada y matriculada tanto bajo una licencia comercial como una Licencia General Pública (GPL).  yaSSL ofrecía una interfaz para programas de aplicación (API) más moderna, un soporte de diseño comercial y una capa de compatibilidad OpenSSL completa.MySQL fue el primer usuario principal de wolfSSL/CyaSSL/yaSSL. Debido a la asociación con MySQL, yaSSL ha logrado alcanzar volúmenes de distribución extremadamente altos—en los millones.

## Protocolos
La biblioteca liviana SSL de wolfSSL implementa los siguientes protocolos:
- SSL 3.0, TLS 1.0, TLS 1.1, TLS 1.2, TLS 1.3
- DTLS 1.0, DTLS 1.2

Notas de Protocolo:
- SSL 2.0 - SSL 2.0 fue rechazado (prohibido) en el 2011 por el  RFC 6176. wolfSSL no es compatible.
- SSL 3.0 - SSL 3.0 fue rechazado (prohibido) en el 2015 por el RFC 7568. Como respuesta al  ataque POODLE, SSL 3.0 ha sido deshabilitado por defecto desde wolfSSL 3.6.6, pero aún puede ser habilitado a través de una opción de tiempo de compilación.[7]

## Algoritmos
wolfSSL usa los siguientes archivos de criptografía:

### wolfCrypt
Por defecto, wolfSSL usa los servicios criptográficos provistos por wolfCrypt.  wolfCrypt provee RSA, ECC, DSS, Diffie–Hellman, EDH, NTRU, DES, Triple DES, AES (CBC, CTR, CCM, GCM), Camellia, IDEA, ARC4, HC-128, ChaCha20, MD2, MD4, MD5, SHA-1, SHA-2, BLAKE2, RIPEMD-160, Poly1305, generación aleatoria de números, soporte de enteros mayores, y base de codificación/decodificación 16/64. Un código experimental llamado Rabbit, el cual es un software de transmisión de códigos de dominio público del Proyecto eSTREAM de la UE, también está incluido. Rabbit es potencialmente beneficioso para aquellos que encripten transmisiones de medios de comunicación en entornos de alto rendimiento y demanda.
wolfCrypt también incluye soporte para los recientes algoritmos  Curve25519 y Ed25519.
wolfCrypt actúa como motor de cripto-implementación para varios paquetes de programas y bibliotecas populares, incluyendo MIT Kerberos (el cual se puede activar usando una opción de personalización).

### NTRU
CyaSSL+ incluye la encriptación de clave pública NTRU. La adición de NTRU a CyaSSL+ fue el resultado de la asociación entre yaSSL y Security Innovation. NTRU funciona bien en dispositivos móviles y embebidos ya que utiliza la mínima cantidad de bits necesaria para proveer la misma seguridad que otros sistemas de código públicos que necesitan más. Adicionalmente, no se le conoce por ser vulnerable a ataques cuánticos. Varias suites de clave que utilizan NTRU están disponibles con CyaSSL+, incluyendo AES-256, RC4 y HC-128.

## SGX
wolfSSL es compatible con Intel SGX (Software Guard Extensions. Intel SGX permite un área de superficie de ataque más pequeña y ha demostrado que provee un nivel de seguridad más alto al ejecutar códigos sin mostrar un impacto negativo significativo en su rendimiento.

## Plataformas de Aceleración de Hardware Compatibles
Intel AES-NI (Familias de procesadores Xeon y Core)
|  | AES-GCM | 128, 192, 256 bit |
|  | AES-CCM | 128, 192, 256 bit |
|  | AES-CBC | 128, 192, 256 bit |
|  | AES-ECB | 128, 192, 256 bit |
|  | AES-CTR | 128, 192, 256 bit |

AVX1/AVX2 (Intel y AMD x86)
|  | SHA-256 |
|  | SHA-384 |
|  | SHA-512 |

RDRAND (Arquitecturas Intel 64, IA-32)
|  | SHA-256 |
|  | SHA-512 |

RDSEED (Intel Broadwell, AMD Zen)
|  | SHA-256 |
|  | SHA-512 |

Freescale Coldfire SEC Archivado el 16 de marzo de 2017 en Wayback Machine. (NXP MCF547X y MCF548X)
|  | DES-CBC  | 64 bit            |
|  | 3DES-CBC | 192 bit           |
|  | AES-CBC  | 128, 192, 256 bit |

Freescale Kinetis MMCAU Archivado el 16 de marzo de 2017 en Wayback Machine. K50, K60, K70 and K80 (Corteza ARM - Núcleo M4)
|  | MD5      | Compendio de 128 bits |
|  | SHA1     | Compendio de 160 bits |
|  | SHA256   |                       |
|  | DES-CBC  | 64 bit                |
|  | 3DES-CBC | 192 bit               |
|  | AES-CBC  | 128, 192, 256 bit     |
|  | AES-CCM  | 128, 192, 256 bit     |
|  | AES-GCM  | 128, 192, 256 bit     |
|  | AES-ECB  | 128, 192, 256 bit     |

STMicroelectronics STM32 F1, F2, F4, L1, Serie W (Corteza de ARM - M3/M4)
|  | RNG      |                         |
|  | DES-CBC  | 64 bit                  |
|  | DES-ECB  | Encriptación de 64 bits |
|  | 3DES-CBC | 192 bit                 |
|  | MD5      | 128 bit                 |
|  | SHA1     | 160 bit                 |
|  | AES-CBC  | 128, 192, 256 bit       |
|  | AES-CTR  | 128, 192, 256 bit       |

CubeMX y Std Per Lib
Cavium NITROX (Procesadores III/V PX)
|  | RNG      |                                     |
|  | AES-CBC  | 128, 192, 256 bit                   |
|  | 3DES-CBC | 192 bit                             |
|  | RC4      | Máximo de 2048 bits                 |
|  | HMAC     | MD5, SHA1, SHA256, SHA3             |
|  | RSA      | 512 - 4096 bit                      |
|  | ECC      | NIST Prime 192, 224, 256, 384 y 521 |

Microchip PIC32 MX/MZ (Conectividad integrada)
|  | MD5      | Compendio de 128 bits |
|  | SHA1     | Compendio de 160 bits |
|  | SHA256   |                       |
|  | HMAC     | MD5, SHA1, SHA256     |
|  | DES-CBC  | 64 bit                |
|  | 3DES-CBC | 192 bit               |
|  | AES-CBC  | 128, 192, 256 bit     |
|  | AES-CTR  | 128, 192, 256 bit     |
|  | AES-GCM  | 128, 192, 256 bit     |

Texas Instruments TM4C1294 (Corteza ARM - M4F)
|  | DES-CBC  | 64 bit            |
|  | 3DES-CBC | 192 bit           |
|  | AES-CCM  | 128, 192, 256 bit |
|  | AES-GCM  | 128, 192, 256 bit |
|  | AES-ECB  | 128, 192, 256 bit |
|  | AES-CTR  | 128, 192, 256 bit |
|  | AES-CBC  | 128, 192, 256 bit |

Nordic NRF51 (Serie de la familia SoC, corteza 32-bit ARM núcleo procesador M0)
|  | AES-ECB | 128 bit |
|  | RNG     |         |

Microchip/Atmel ATECC508A (compatible con MPU o MCU)
|  | ECC | 256 bit (NIST-P256) |

ARMv8
|  | AES-CBC | 128, 192, 256 bit |
|  | AES-CTR | 128, 192, 256 bit |
|  | AES-GCM | 128, 192, 256 bit |
|  | SHA256  |                   |

Tecnología Intel QuickAssist
|  | RSA     | 512 - 4096 bit                     |
|  | SHA1    | Compendio de 160 bits              |
|  | SHA2    | 224, 256, 384 y 512 bit            |
|  | AES-CBC | 128, 192, 256 bit                  |
|  | AES-GCM | 128, 192, 256 bit                  |
|  | ECC     | Cualquier curva o fortaleza de bit |
|  | HMAC    | SHA1, SHA2                         |
|  | MD5     |                                    |

Freescale NXP LTC
|  | Curve25519 | 256 bit               |
|  | Ed25519    | 256 bit               |
|  | AES-CCM    | 128, 192, 256 bit     |
|  | AES-ECB    | 128, 192, 256 bit     |
|  | AES-CBC    | 128, 192, 256 bit     |
|  | AES-CTR    | 128, 192, 256 bit     |
|  | AES-GCM    | 128, 192, 256 bit     |
|  | SHA1       | Compendio de 160 bits |
|  | SHA256     |                       |
|  | ECC        | 128, 256 bit          |
|  | ECC-DHE    | 128, 256 bit          |
|  | RSA        | 512 - 4096 bit        |

## Licencias
wolfSSL es un código abierto bajo la Licencia Pública General (GNU) GPLv2.